# Слупув
Слупув (пол. Słupów) — село в Польщі, у гміні Слабошув Меховського повіту Малопольського воєводства.
Населення — 276 осіб (2011).
У 1975-1998 роках село належало до Келецького воєводства.

## Демографія
Демографічна структура станом на 31 березня 2011 року:
|          | Загалом | Допрацездатний вік | Працездатний вік | Постпрацездатний вік |
| -------- | ------- | ------------------ | ---------------- | -------------------- |
| Чоловіки | 143     | 26                 | 96               | 21                   |
| Жінки    | 133     | 17                 | 72               | 44                   |
| Разом    | 276     | 43                 | 168              | 65                   |